# Willem Hondius
Willem Hondius, född 1597, död omkring 1658, var en nederländsk kopparstickare. han var son till Hendrik Hondius den äldre.
Som porträttstickare stod Hondius på höjden av sin tids tekniska kunnande. Han utförde även geografiska och militärhistoriska blad.